# Arseniusz (Jakowenko)
Arseniusz, imię świeckie Igor Fiodorowicz Jakowenko (ur. 21 czerwca 1968 w Porosozierze, Karelia) – biskup Ukraińskiego Kościoła Prawosławnego Patriarchatu Moskiewskiego.

## Życiorys
W 1986 rozpoczął studia w Instytucie Gospodarstwa Wiejskiego w Woroneżu. Po ukończeniu pierwszego roku rozpoczął zasadniczą służbę wojskową, którą odbywał w obwodzie gorkowskim. W tym okresie, po spotkaniu z proboszczem cerkwi Kazańskiej Ikony Matki Bożej w Gorochownicy, postanowił zrezygnować ze studiów i został lektorem w soborze Opieki Matki Bożej w Woroneżu.
W 1992 ukończył seminarium duchowne w Moskwie. W tym samym roku biskup doniecki i słowiański Alipiusz wyświęcił go na diakona. 25 lipca 1992 został wyświęcony na kapłana, natomiast 21 sierpnia tego samego roku złożył przed biskupem Alipiuszem wieczyste śluby mnisze, przyjmując imię Arseniusz. Został skierowany do pracy duszpasterskiej w parafii Świętych Piotra i Pawła w Czerwonym Limanie.
6 maja 1993 dołączył do wspólnoty nowo otwartego Świętogórskiego Monasteru Zaśnięcia Matki Bożej jako dziekan monasteru. Od 20 stycznia 1995 był jego namiestnikiem, z godnością ihumena. Jeszcze w tym samym roku otrzymał godność archimandryty. 
10 listopada 2005 otrzymał nominację na biskupa pomocniczego eparchii gorłowskiej. 5 grudnia 2005 w ławrze Świętogórskiej miała miejsce jego chirotonia na biskupa świętogórskiego, wikariusza eparchii gorłowskiej. 19 grudnia 2010 podniesiony do godności arcybiskupa (świętogórskiego), jako wikariusza eparchii donieckiej. 17 sierpnia 2015 r. otrzymał godność metropolity.
24 kwietnia 2024 r. został zatrzymany przez Służbę Bezpieczeństwa Ukrainy pod zarzutem przekazywania informacji o położeniu lub ruchach Sił Zbrojnych Ukrainy. Został tymczasowo aresztowany na 60 dni.